# Lijst van voetbalinterlands België - Duitsland (vrouwen)
Deze lijst van voetbalinterlands is een overzicht van alle officiële voetbalinterlands tussen de nationale vrouwenteams van België en Duitsland. De landen hebben tot nu toe zeven keer tegen elkaar gespeeld.

## Wedstrijden
| № | Plaats            | Datum            | Competitie           | Wedstrijd               | Uitslag |
| - | ----------------- | ---------------- | -------------------- | ----------------------- | ------- |
| 1 | Bergisch Gladbach | 5 maart 1983     | EK 1984 kwalificatie | West-Duitsland − België | 1 − 1   |
| 2 | Brussel           | 22 oktober 1983  | EK 1984 kwalificatie | België − West-Duitsland | 1 − 1   |
| 3 | Caorle            | 23 augustus 1984 | Mundialito 1984      | België − West-Duitsland | 2 − 0   |
| 4 | Brussel           | 9 oktober 1991   | Vriendschappelijk    | België − Duitsland      | 1 − 2   |
| 5 | Lübeck            | 28 oktober 2007  | EK 2009 kwalificatie | Duitsland − België      | 3 − 0   |
| 6 | Eupen             | 7 mei 2008       | EK 2009 kwalificatie | België − Duitsland      | 0 − 5   |
| 7 | Aken              | 21 februari 2021 | Vriendschappelijk    | Duitsland − België      | 2 − 0   |

## Samenvatting
| Competitie        | Totaal gespeeld | Winst België | Gelijk | Winst Duitsland | Doelsaldo België – Duitsland |
| ----------------- | --------------- | ------------ | ------ | --------------- | ---------------------------- |
| EK-kwalificatie   | 4               | 0            | 2      | 2               | 2 − 10                       |
| Mundialito        | 1               | 1            | 0      | 0               | 2 − 0                        |
| Vriendschappelijk | 2               | 0            | 0      | 2               | 1 − 4                        |
| Totaal            | 7               | 1            | 2      | 4               | 5 − 14                       |